# Muhàmmad ibn Àïxa

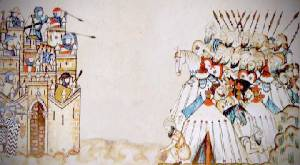
Setge d'Aledo

Muhàmmad ibn Àïxa (àrab: محمد بن عائشة, Muḥammad ibn ʿĀʾixa) (segle xi - segle xii) fou un general almoràvit, fill de Yússuf ibn Taixfín.
Conquerí Aledo i Madínat Mursiyya, d'on fou nomenat valí i que governà entre 1092 i 1115. Un grup de notables valencians, encapçalat pel cadi Ibn Jahhaf, li oferí el govern per tal de destronar a Yahya al-Qàdir el 1092, però tot i atacar Dàniyya, Xàtiba i Jazírat Xuqr no aconseguí el seu propòsit, i tampoc va aconseguir alliberar la ciutat de Balànsiya durant el setge a la capital de Rodrigo Díaz de Vivar.
Un cop la ciutat caigué en mans almoràvits, comandà les forces almoràvits que sortiren de Balànsiya el 1114 cap al Llobregat en una de les ofensives per recuperar el terreny cedit als cristians, però foren derrotades per Ramon Berenguer III i els homes dels comtats d'Urgell i Cerdanya a la Batalla de Martorell, on perdé la vista, i segurament la raó, i acabà retirat al nord d'Àfrica, a la cort d'Alí ibn Yússuf ibn Taixfín.